# Kia Ceed III
Ne doit pas être confondu avec Kia cee'd.
La Kia Ceed (nom de code interne : K3) est une berline compacte du constructeur automobile sud-coréen Kia succédant à la cee'd. Conçue à Francfort (Allemagne) pour le marché européen, son nom signifie « Community of Europe with European Design » (Communauté d'Europe avec Design Européen).

## Présentation
Kia a produit deux générations de Kia cee'd de 2007 à 2012 et de 2012 à 2018. Mais pour la troisième génération, la Kia cee'd change son nom, elle perd son apostrophe et devient Kia Ceed en 2018.
Comme les cee'd, la troisième génération de Ceed est une berline compacte, qui entre en concurrence sur le marché européen avec les Volkswagen Golf VII, Peugeot 308 II ou Ford Focus IV. Elle est construite en Slovaquie.
La Ceed est présentée au salon international de l'automobile de Genève 2018 en version berline et break SW, et commercialisée à partir de juillet en Europe. La version sportive Kia Ceed GT est présentée au salon de l'automobile de Paris 2018 en octobre, équipée d'un quatre cylindres 1,6 litre turbo essence de 204 ch et 264 N m de couple, qu'elle partage avec le shooting break ProCeed.
La version 3 portes Pro cee'd disparaît du catalogue alors qu'une nouvelle version typée « shooting brake » arrive dans un second temps prenant le nom de ProCeed.
En plus des versions break (SW) et shooting break (ProCeed), Kia propose une version crossover, sur la même base et commercialisée fin 2019, qui prendra le nom de « XCeed ».

### Phase 2
Kia présente la version restylée des Ceed, Ceed SW et ProCeed le 14 juillet 2021.
En phase 2, le véhicule dispose de fonctions de sécurité, comme le détecteur d'angle mort actif, l’alerte de vigilance, le freinage automatique d'urgence avec détection des piétons et des cyclistes, le régulateur de vitesse adaptatif ou encore l’aide active au maintien dans la voie.
Les versions GT et GT-Line se différencient esthétiquement des autres niveaux de finitions de manière importantes. Les Ceed GT et GT-Line disposent notamment de boucliers avant et arrière profondément remaniés, au dessin plus massif et complexe, ainsi que des feux arrière à signature visuelle à motif nid d'abeille.

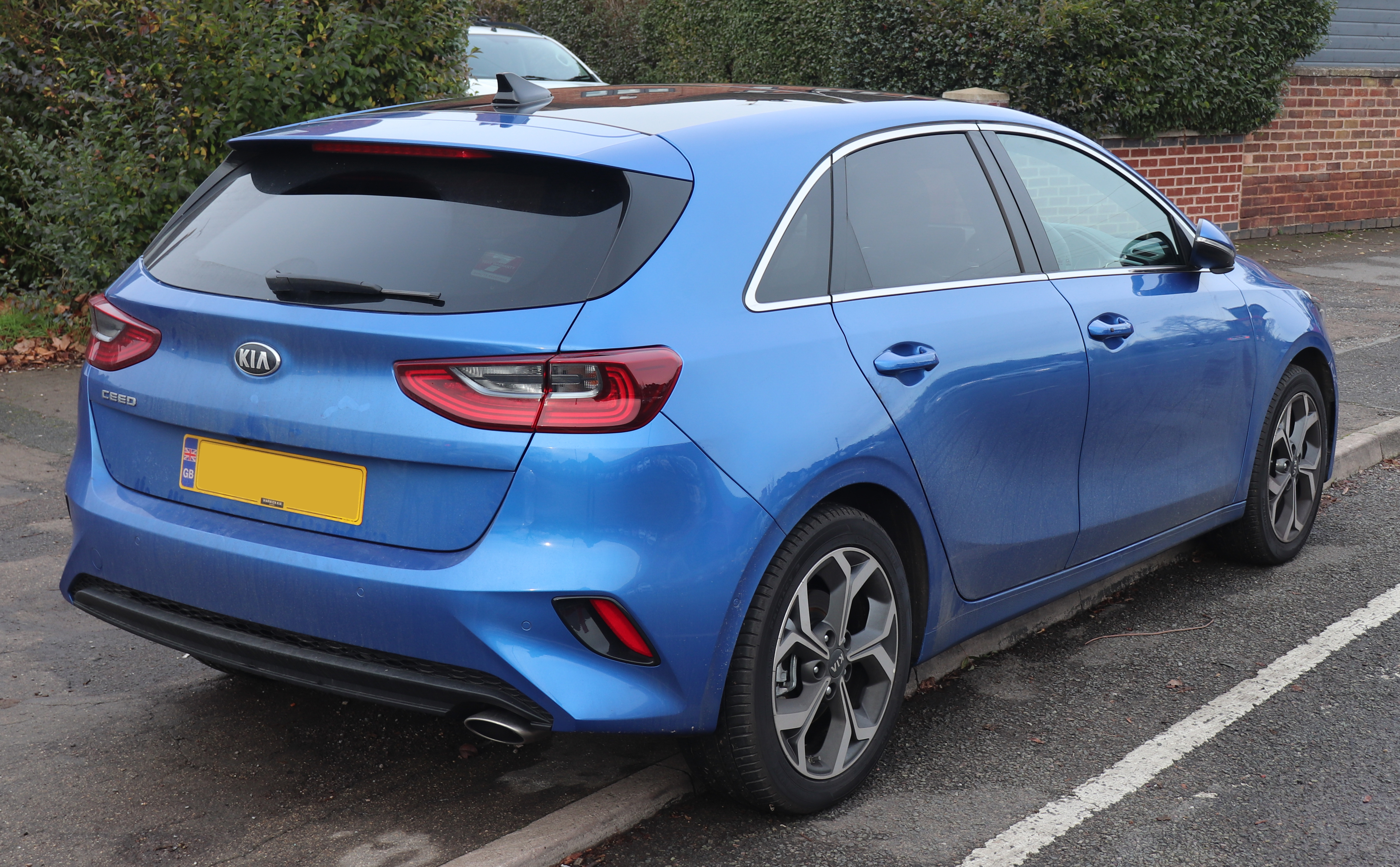
Kia Ceed phase 1
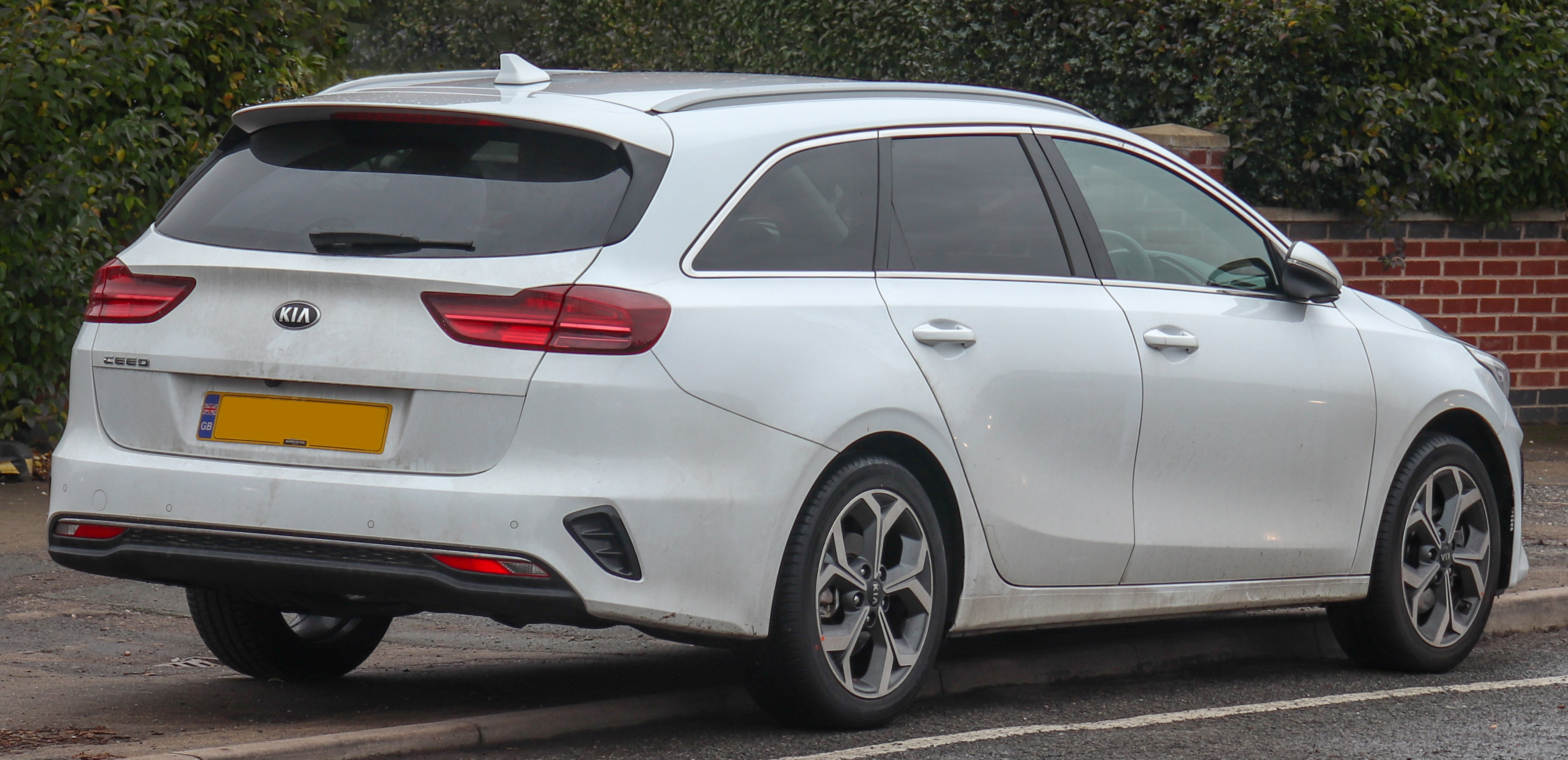
Kia Ceed SW phase 1
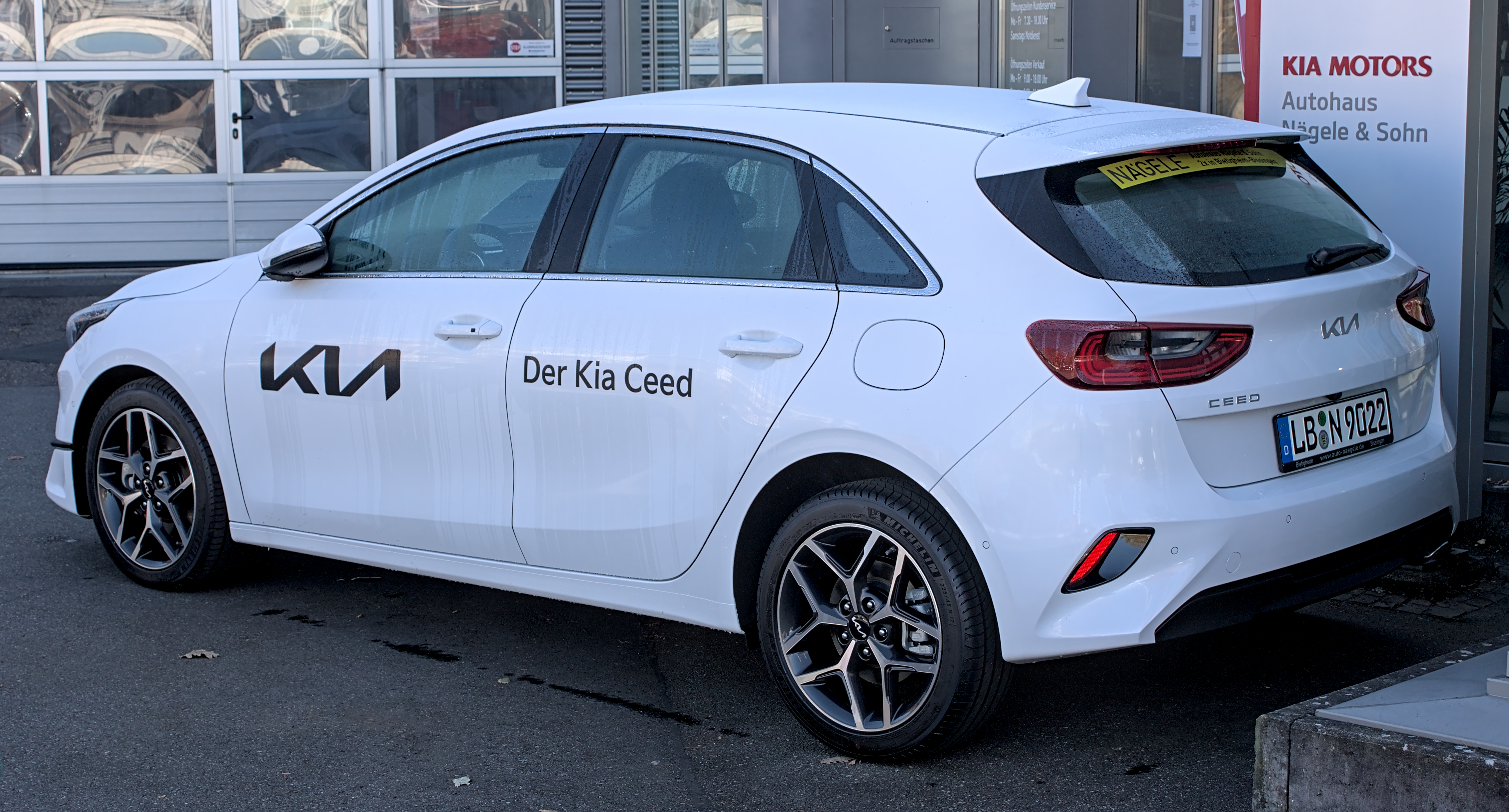
Kia Ceed phase 2
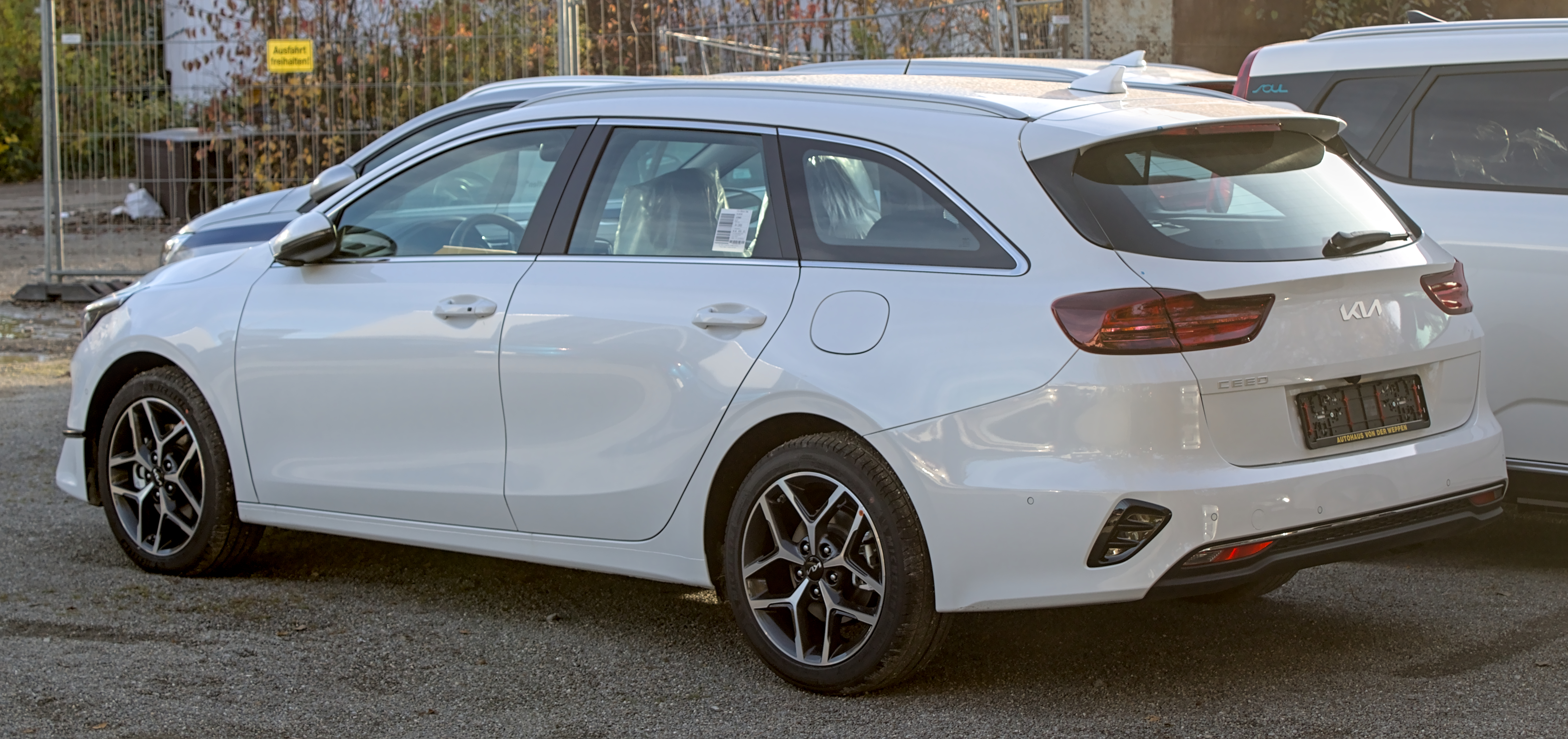
Kia Ceed SW phase 2

## Caractéristiques techniques
La Ceed est bâtie sur une nouvelle plateforme technique « K2 » qui lui permet de proposer plusieurs variantes de carrosserie et de motorisations, dont une hybride et une électrique.
La nouvelle Ceed, comme les deux générations précédentes de Kia cee'd, est dessinée et conçue en Europe pour le marché européen, par l'équipe de Peter Schreyer au centre de style européen Kia de Francfort. Elle reçoit la calandre « Tiger nose » qui singularise la nouvelle identité de la marque, à l'image de la Stinger.

### Motorisations
Toutes les motorisations sont accouplées à une boîte manuelle à 6 rapports de série. Les versions les plus puissantes (1.4 T-Gdi, 1.6 T-Gdi et 1.6 CRDi) peuvent recevoir la transmission pilotée à double embrayage DCT7 en option (ou de série pour la GT)
Phase 1
| Logo de Kia                | Kia Ceed     | Kia Ceed              | Kia Ceed                  | Kia Ceed        | Kia Ceed                  | Kia Ceed                  | Kia Ceed                               |                 |
| Logo de Kia                | 1.4 MPi 100  | 1.0 T-Gdi 120         | 1.4 T-Gdi 140             | 1.6 T-Gdi 204   | 1.6 CRDi 115              | 1.6 CRDi 136              | 1.6 T-Gdi 141                          |                 |
| -------------------------- | ------------ | --------------------- | ------------------------- | --------------- | ------------------------- | ------------------------- | -------------------------------------- | --------------- |
| Carburant                  | Essence      | Essence               | Essence                   | Essence         | Diesel                    | Diesel                    | Essence + électricité                  |                 |
| Moteur                     | 4 cylindres  | 3 cylindres Turbo 12s | 4 cylindres 16s           | 4 cylindres 16s | 4 cylindres 16s           | 4 cylindres 16s           | 4 cylindres 16s                        | 4 cylindres 16s |
| Cylindrée (cm³)            | 1 368        | 998                   | 1 353                     | 1 598           | 1 582                     | 1 582                     | 1 598                                  |                 |
| Puissance maximale ch (kW) | 100          | 120                   | 140                       | 204             | 115                       | 136                       | 105 (essence) + 60 (électricité) = 141 |                 |
| au régime de (tr/min)      |              | 6 000                 | 6 000                     |                 | 4 000                     | 4 000                     |                                        |                 |
| Couple maximal (N m)       |              | 172                   | 242                       | 265             | 280                       |                           | 265                                    |                 |
| au régime de (tr/min)      |              | 1 500 à 4 000         | 1 500 à 3 200             |                 | 1 500 à 2 750             | 1 500 à 2 750             |                                        |                 |
| Puissance fiscale (CV)     |              | 6                     | 7                         |                 | 6                         | 7                         |                                        |                 |
| Boîte de vitesses          | BMV6         | BMV6                  | BVM6 ou DCT7              | BVM6 ou DCT7    | BVM6 ou DCT7              | BVM6 ou DCT7              | DCT6                                   |                 |
| Vitesse maximale (km/h)    |              | 190                   | 210 (206)                 |                 | 192 (192)                 | 200 (200)                 |                                        |                 |
| 0-100 km/h (s)             |              | 11,1                  | 8,9 (9,2)                 |                 | 10,9 (10,9)               | 10,2 (9,9)                |                                        |                 |
| Transmission               | Traction     | Traction              | Traction                  | Traction        | Traction                  | Traction                  | Traction                               |                 |
| Consommation (ℓ/100 km)    |              | 6,5/5,0/5,6           | 7,5/5,0/5,9 (6,7/5,0/5,7) |                 | 4,4/3,7/4,1 (4,5/3,9/4,3) | 4,7/4,0/4,3 (4,4/4,0/4,2) |                                        |                 |
| Émissions de CO2 (g/km)    |              | 128                   | 132 (127)                 |                 | 108 (108)                 | 110 (110)                 |                                        |                 |
| Masse à vide (kg)          |              | 1 352                 | 1 380                     |                 | 1 449                     | 1 449                     |                                        |                 |
| Norme environnementale     | Euro 6d Temp | Euro 6d Temp          | Euro 6d Temp              | Euro 6d Temp    | Euro 6d Temp              | Euro 6d Temp              | Euro 6d Temp                           |                 |

() : valeur avec la boîte automatique à double embrayage à 7 rapports DCT7.

## Versions

### Ceed SW

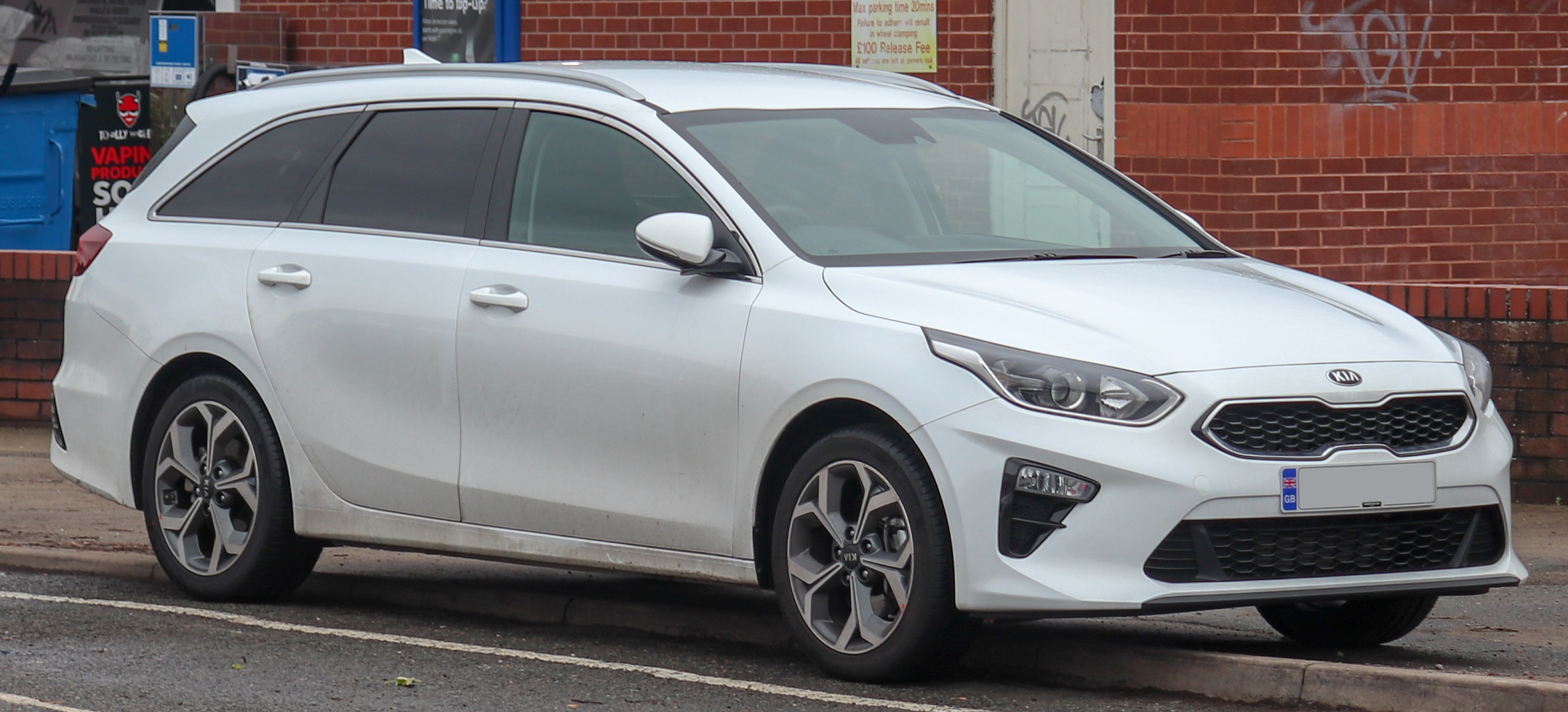
Kia Ceed SW phase 1

La version break de la Ceed (Ceed SW) est plus grande de 9 cm que sa devancière, ce qui profite au volume de chargement qui augmente de 72 litres pour atteindre 600 litres de contenance.
Fin 2019, apparaît une version hybride rechargeable. Il s'agit d'un bloc essence 1.6 GDI associé à un bloc électrique. Le tout développe une puissance de 141 chevaux via une boîte double embrayage 6 rapports. L'autonomie revendiquée par Kia est de 60 kilomètres.

### ProCeed
Contrairement aux anciennes générations de Pro cee'd qui était des versions « coupé » de la berline cee'd, la ProCeed présentée à Barcelone, en Espagne, le 13 septembre 2018 est une version shooting break dérivée de la Ceed . La ProCeed est commercialisée à partir de 2019.
Elle est plus grande que la Ceed de 29 cm. Contrairement à la berline et au break, la ProCeed ne reçoit qu'une version diesel 136 ch, mais adopte un quatre cylindres essence de 1,6 litre turbocompressé de 204 ch sur la version GT.

Kia ProCeed au Mondial Paris Motor Show 2018
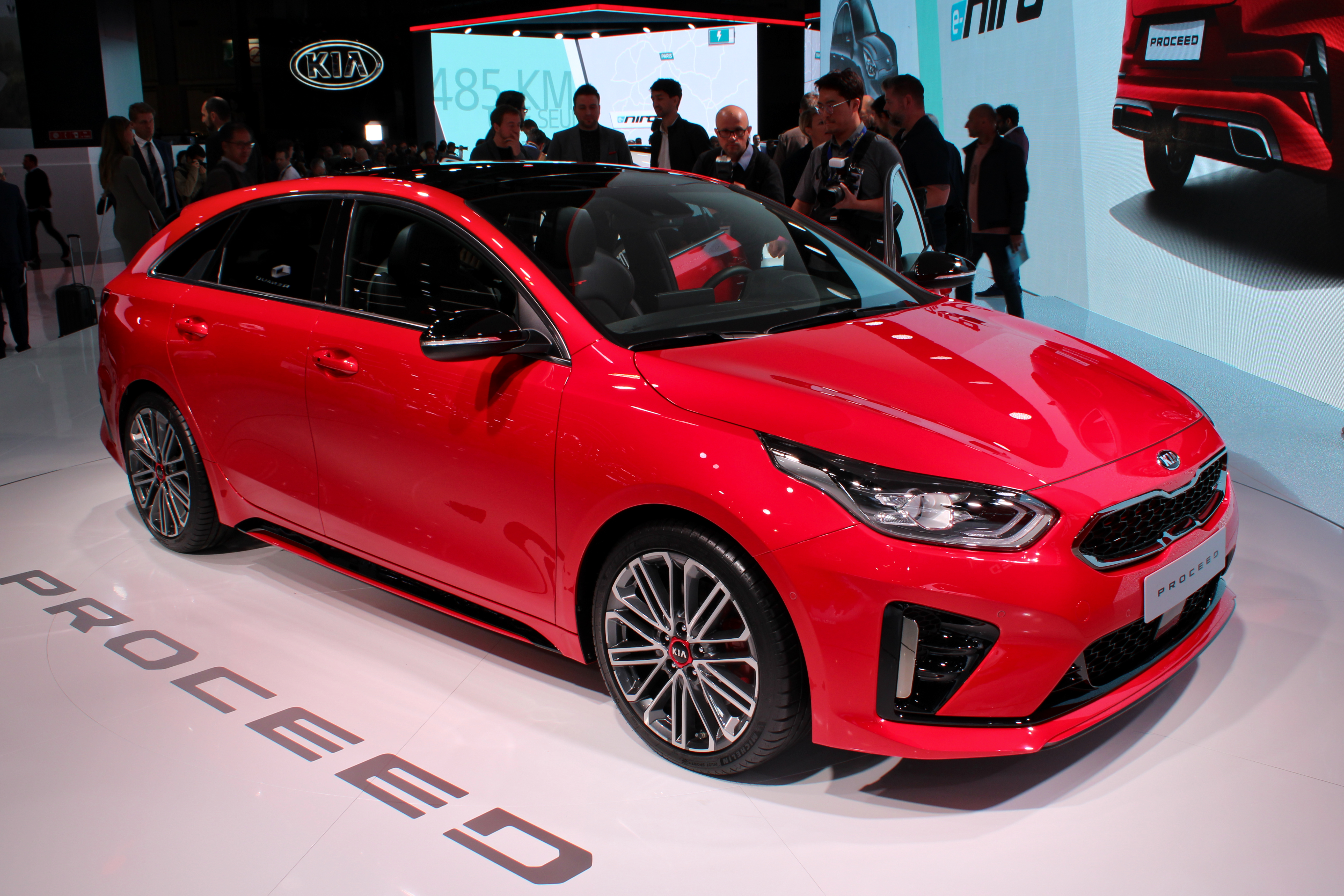
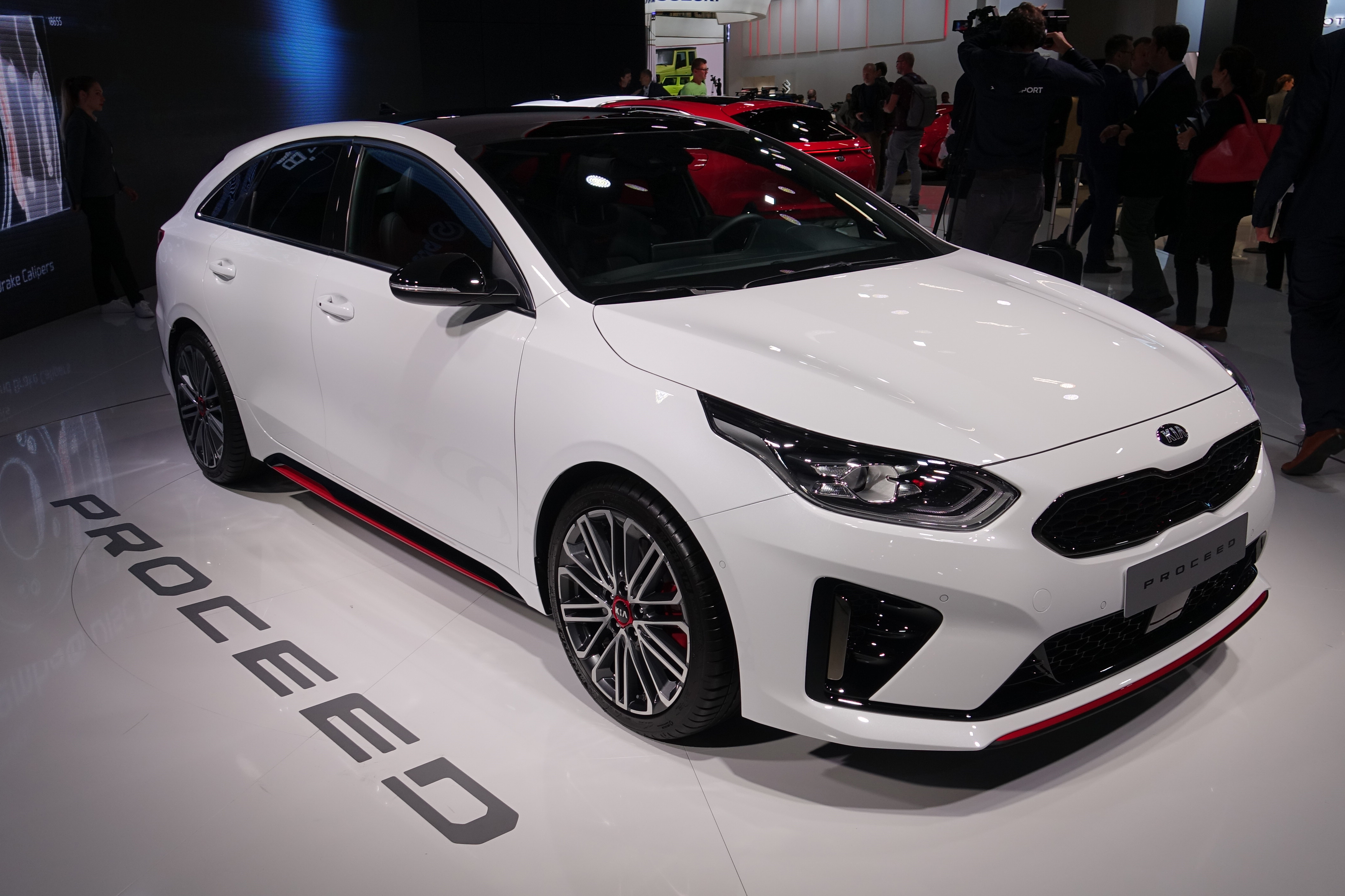
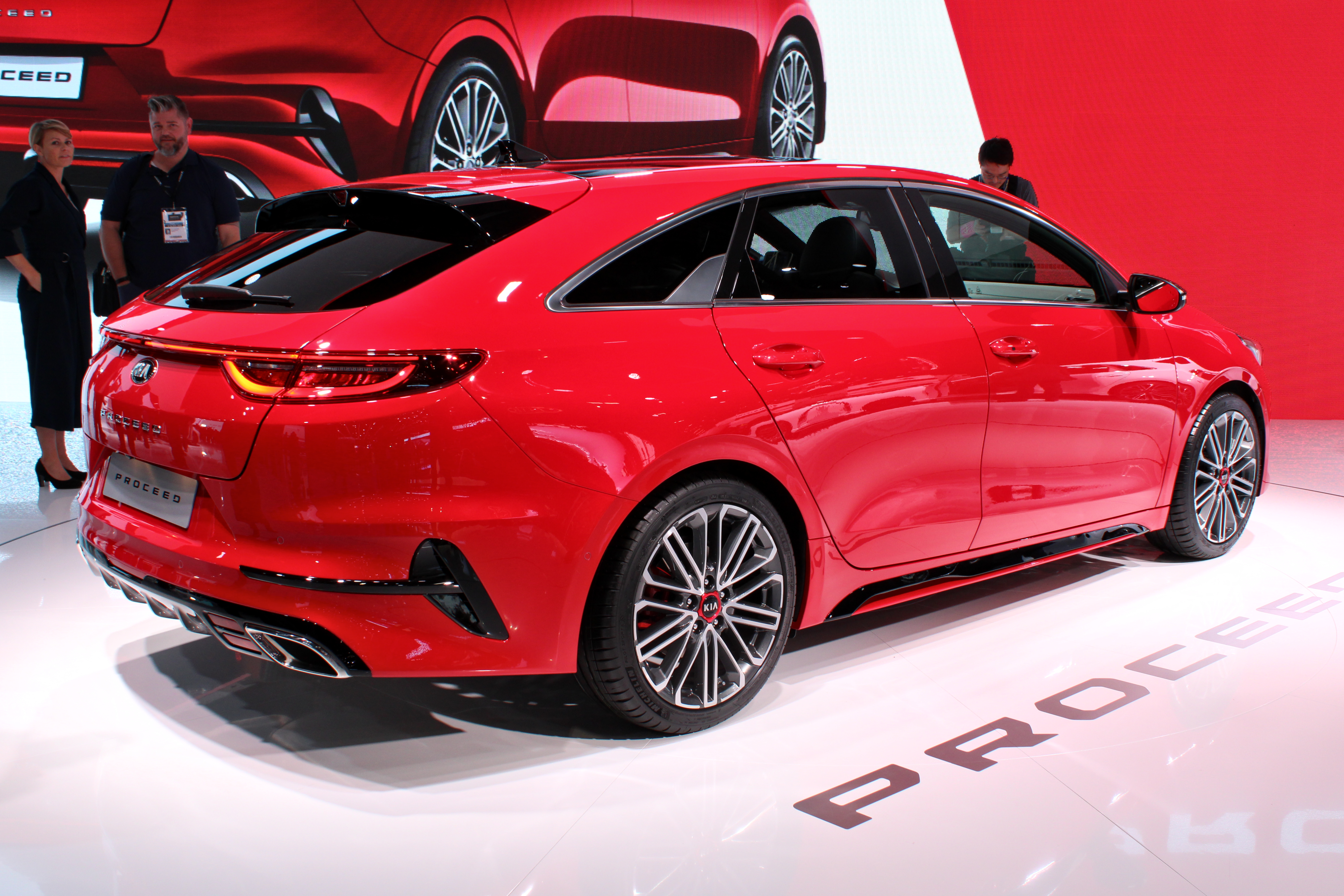
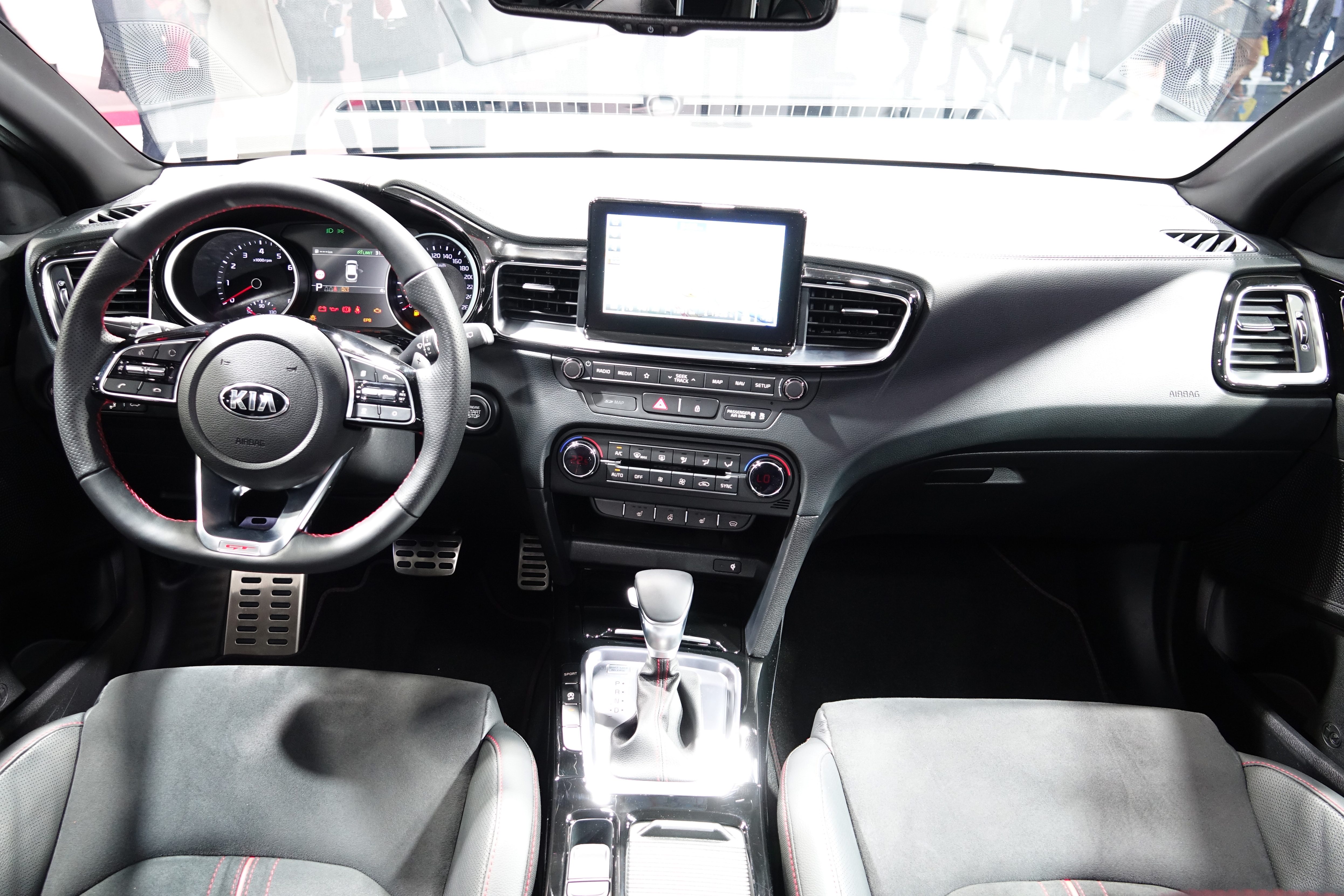
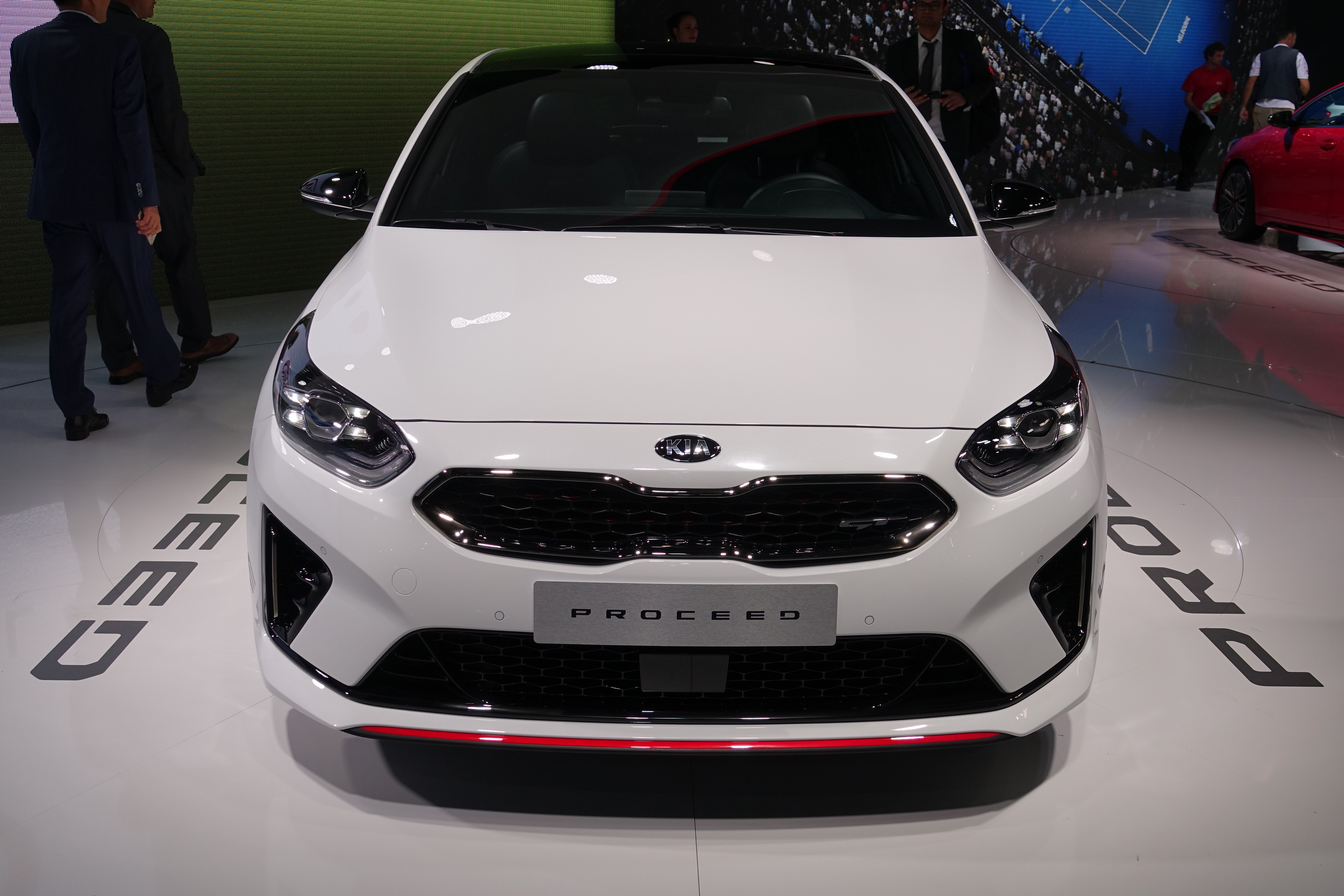

### XCeed

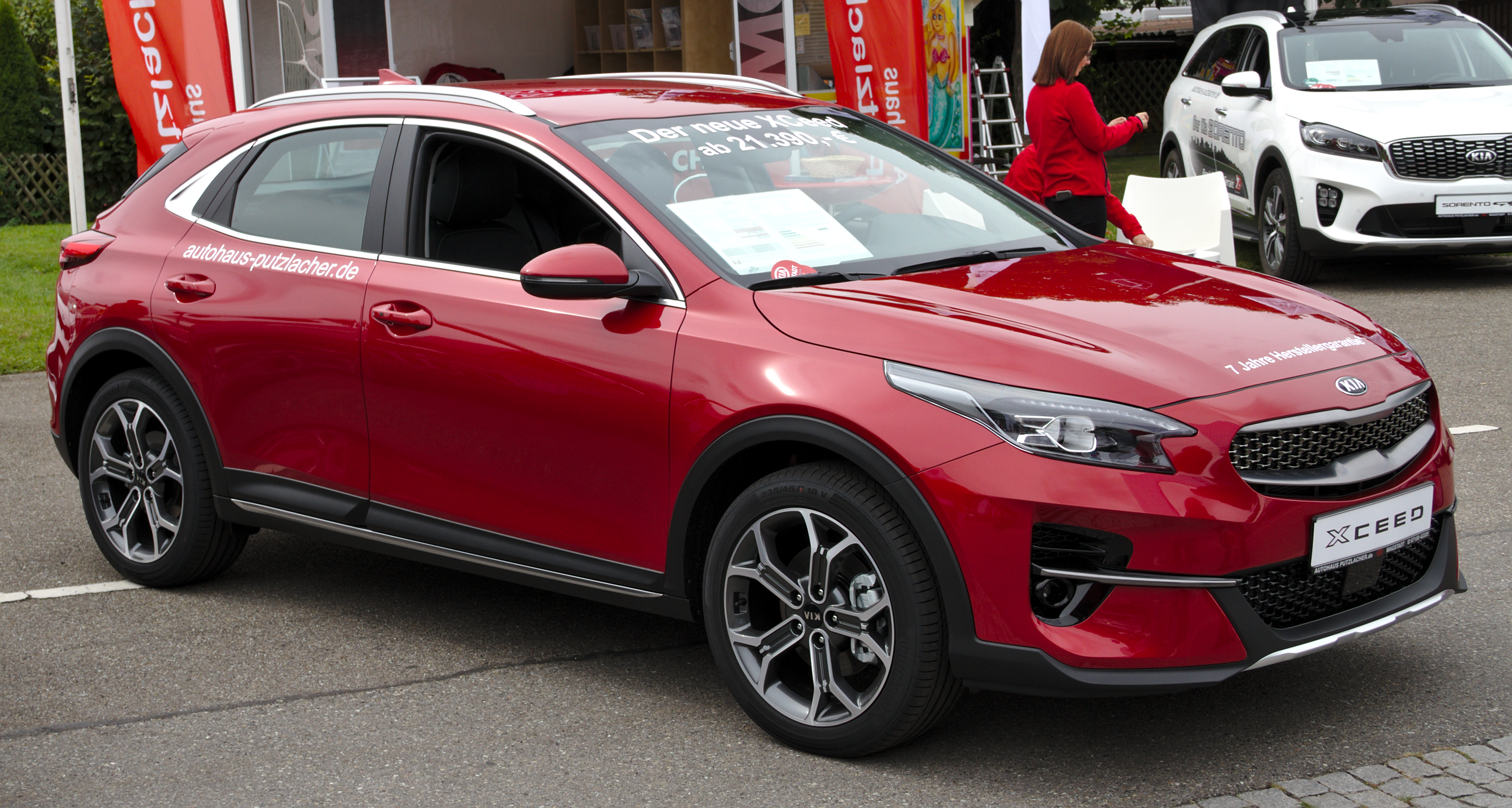
Kia XCeed

Au salon de Francfort 2019, Kia présente un crossover basé sur la Ceed, le XCeed.

## Finitions
La Ceed offre toujours une garantie constructeur 7 ans ou 150 000 km.
- Motion :
  - aide au maintien dans la file ;
  - alerte au franchissement de ligne ;
  - alerte de vigilance du conducteur ;
  - allumage automatique des projecteurs ;
  - Bluetooth avec reconnaissance vocale ;
  - caméra de recul ;
  - climatisation manuelle ;
  - écran tactile 18 cm compatible Android et CarPlay ;
  - feux avant diurnes à LED ;
  - régulateur / limiteur de vitesse ;
  - siège conducteur réglable en hauteur ;
  - système audio MP3 6 haut-parleurs avec commandes au volant ;
  - système de freinage d’urgence autonome ;
  - système de gestion automatique des feux de route ;
  - volant et le pommeau de levier de vitesses gainé cuir.

- Active : (Motion +)
  - antibrouillards avant ;
  - climatisation automatique bi-zone ;
  - écran tactile 20 cm avec système de navigation Europe ;
  - feux arrière à LED ;
  - jantes en alliage 16 pouces ;
  - port USB ;
  - radar de parking arrière ;
  - rétroviseurs extérieurs rabattables électriquement ;
  - siège passager réglable en hauteur.

- Edition #1 : (Active +)
  - frein de parking électrique ;
  - jantes alliage 17 pouces ;
  - ouverture et démarrage sans clé ;
  - sellerie cuir-tissu biton noir/gris ;
  - sièges avant à réglage lombaires électrique ;
  - système de chargement du smartphone par induction ;
  - vitres et lunette arrière sur-teintées.

## Concept car

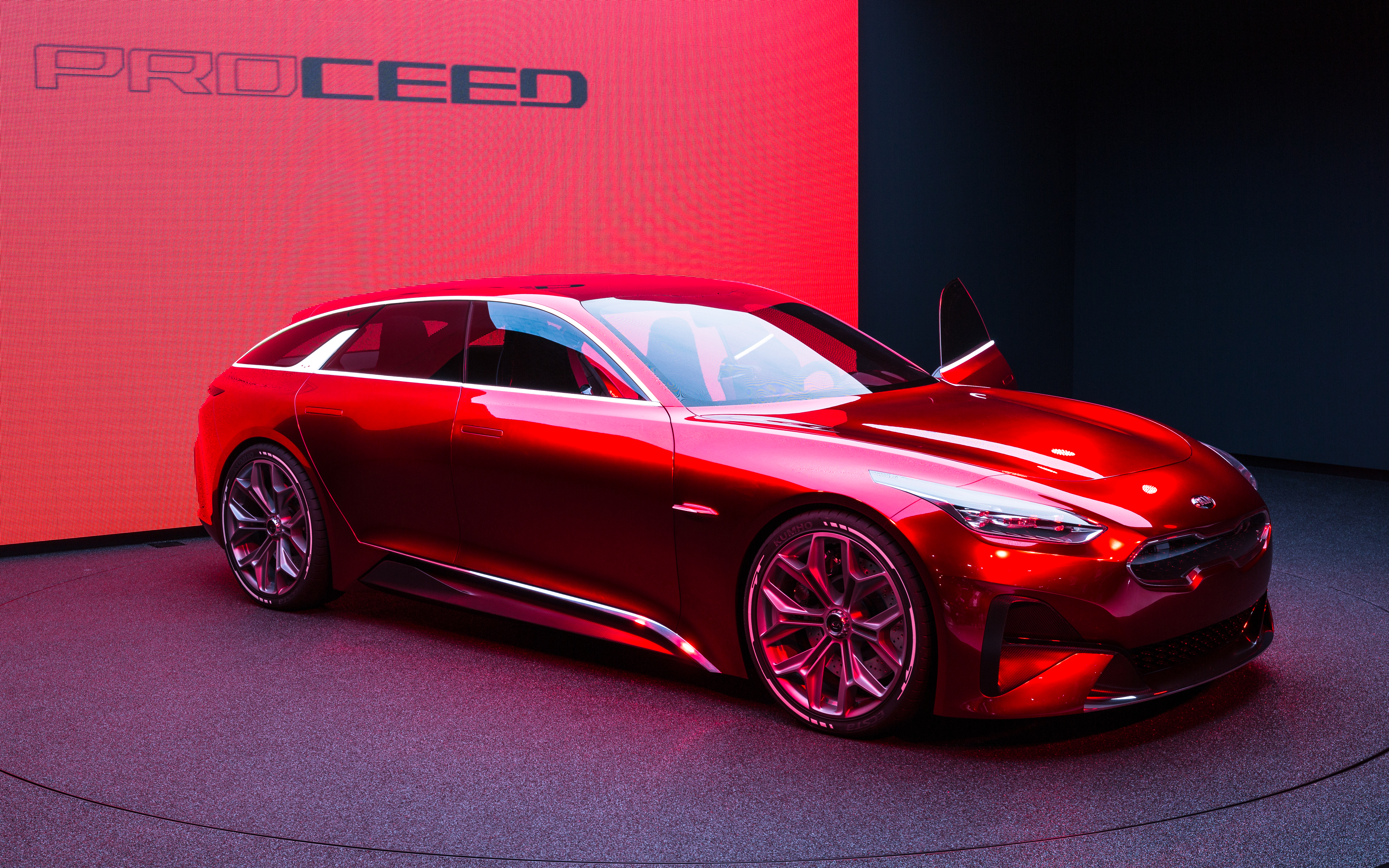
Kia Concept ProCeed

La Kia ProCeed est préfigurée par le concept car de break de chasse (shooting break) Proceed Concept présenté au salon de Francfort 2017 annonçant les lignes de la troisième génération de ProCeed pour 2018.

## Récompenses
La Kia Ceed reçoit le Prix du Design au Red Dot Awards 2019.